# KZ-Außenlager Kaufering I – Landsberg

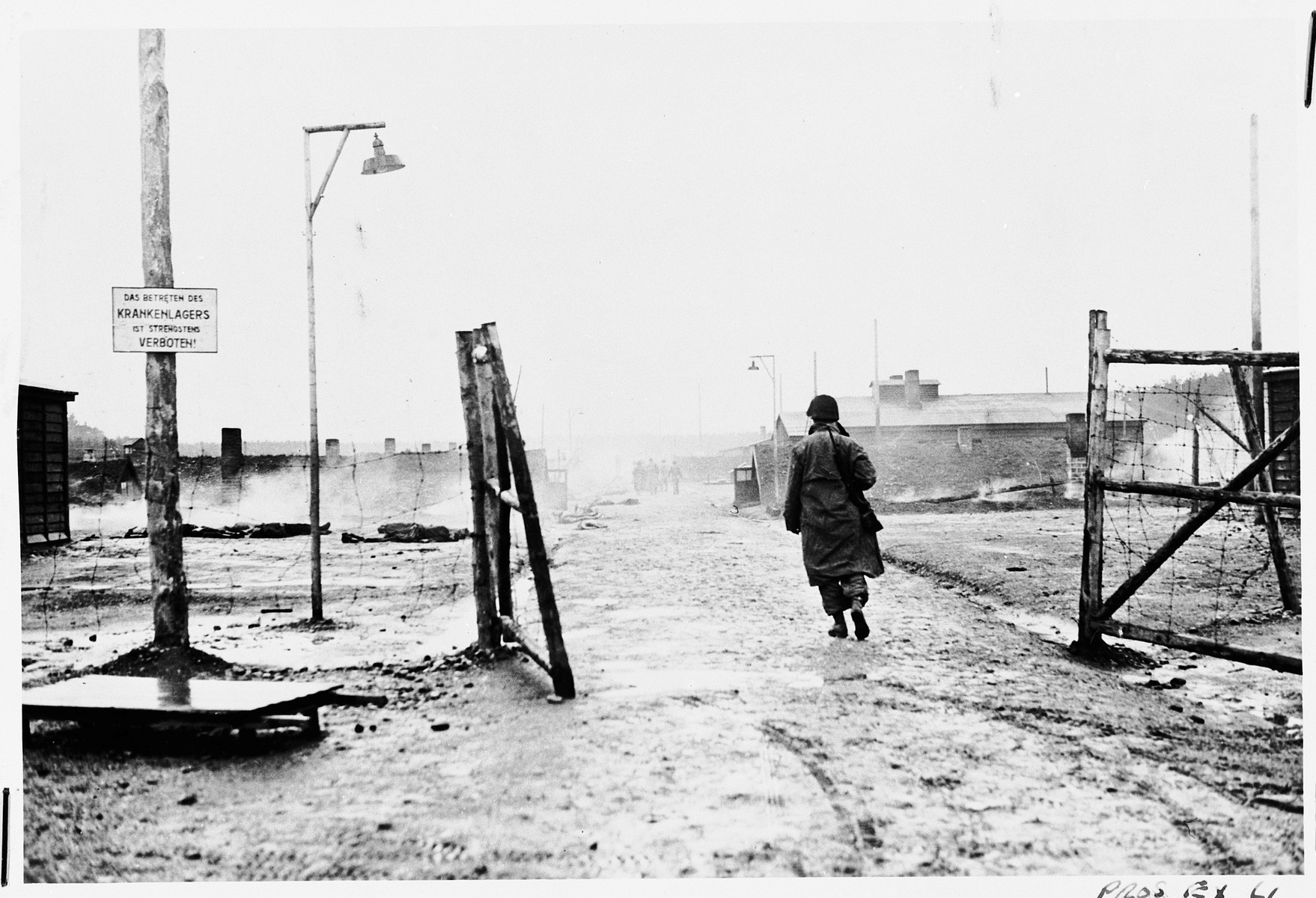
„Ein amerikanischer Soldat geht durch das Tor des Konzentrationslagers Kaufering I (Landsberg)“ (27. April 1945, National Archives and Records Administration, College Park)

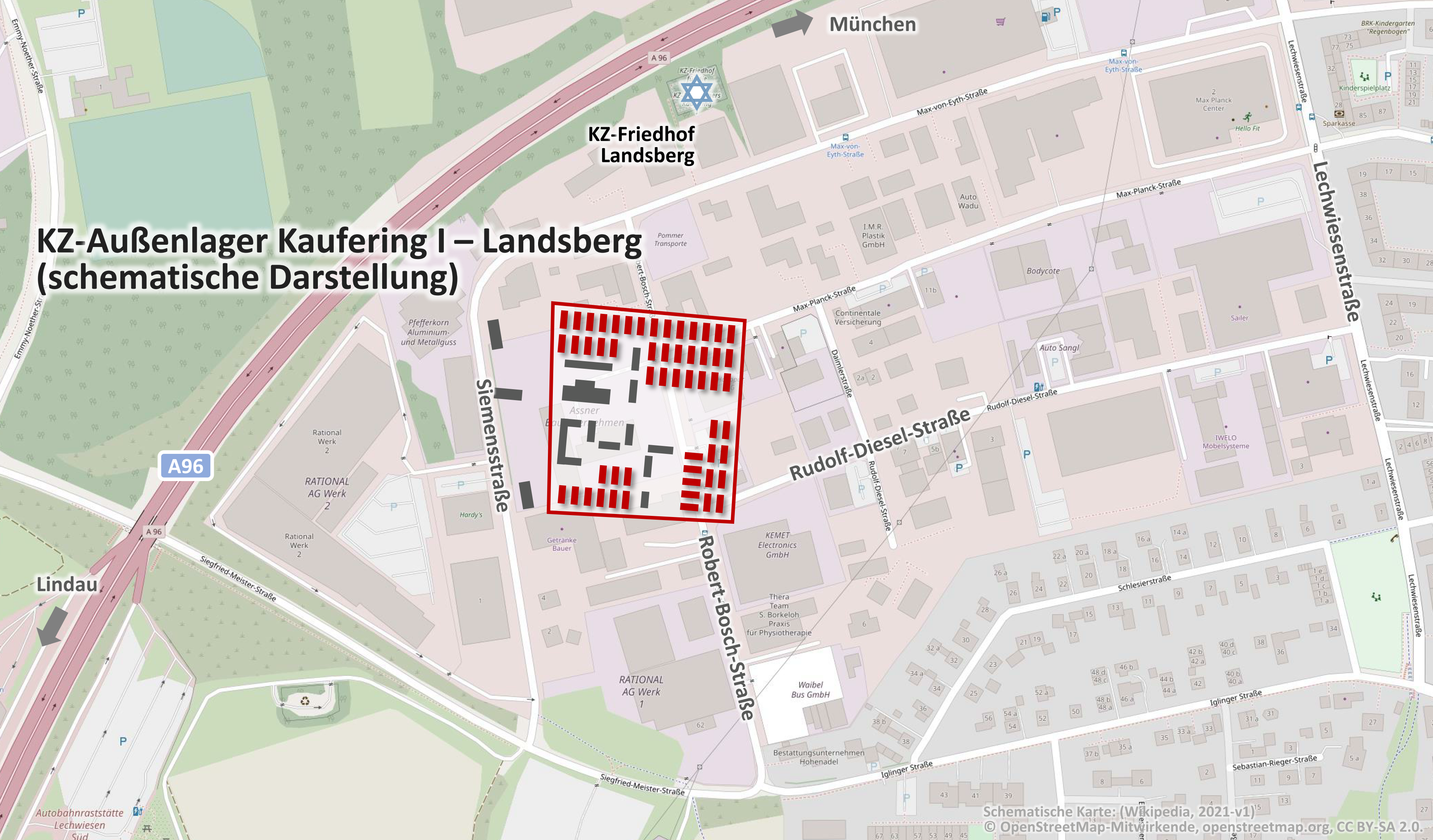
Schematische Karte KZ-Außenlager Kaufering I – Landsberg, 1945. (s. a. Luftbilder)

Das KZ-Außenlager Kaufering I – Landsberg war das dritte der elf Lager des Außenlagerkomplexes Kaufering, des größten Komplexes der 169 Außenlager des Konzentrationslagers Dachau mit der Funktion des Hauptlagers mit SS-Kommandantur. Diese Funktion übernahm es im September 1944 vom KZ-Außenlager Kaufering III – Kaufering. So bekam das Lager in Landsberg als Hauptlager seine endgültige Bezeichnung Kaufering I – Landsberg. Das KZ-Außenlager befand sich im heutigen Industriegebiet in Landsberg am Lech, direkt südlich der Autobahn A96 (s. Karten).
Geplant erst ab 22. Juni 1944, waren die bis zu 3000 bis 5000 fast ausschließlich jüdischen Männer bei völlig unzureichender Ernährung der Vernichtung durch Arbeit ausgesetzt.
Ebenfalls in Landsberg befanden sich die zwei zum KZ-Außenlagerkomplex Kaufering gehörigen KZ-Außenlager Kaufering VII – Landsberg-Erpfting und Kaufering XI – Landsberg-Stadtwaldhof. Zudem gab es in Landsberg drei vom KZ-Außenlagerkomplex Kaufering unabhängige KZ-Außenlager, das KZ-Außenlager Landsberg (Penzing) sowie das KZ-Außenkommando Landsberg Dynamit AG (Frauen) mit dessen Pedant mit männlichen KZ-Häftlingen.

## Entstehungshintergrund
Nach der Luftoffensive der Alliierten im Februar 1944 war die deutsche Rüstungsindustrie schwer getroffen. Die Flugzeug-Produktion sollte mittels U-Verlagerung unter die Erde verlagert werden, mit der Leitung beauftragt war der Jägerstab mit weitreichenden Vollmachten. Dieser beauftragte die Organisation Todt (OT)  mit Organisation und Herstellung der Großbunker, ursprünglich geplant war eine Länge von 400 Metern bei einem Innendurchmesser von 85 Metern und 25 Metern Innenhöhe, mit mindestens fünf Metern Wandstärke. Mit dem massiven Einsatz von mehr als 30.000 größtenteils an Baufirmen vermieteten KZ-Häftlingen im KZ-Außenlagerkomplex Kaufering sollten drei Großbunker für die Fertigung u. a. des Strahlflugzeugs Messerschmitt Me 262 erstellt werden.

## Errichtung und Betrieb des KZ-Außenlagers
Geplant erst ab 22. Juni 1944, mussten unter der örtlichen Leitung der Organisation Todt die bis zu 3000 bis 5000 Männer, viele aus Litauen, bei völlig unzureichender Ernährung härteste Arbeit auf der Baustelle am Bunker Weingut II verrichten, die Vernichtung durch Arbeit hatte Priorität. Verantwortliche Unternehmen waren Leonhard Moll Eisenbahn- und Betonbau und Geiger Wasser- und Kanalbau. Der von den Inhaftierten nach der Baufirma benannte „Moll-Bunker“ wurde bis Kriegsende zu zwei Dritteln fertiggestellt und ist nach Fertigstellung Anfang der 1960er Jahre Bestandteil der Welfen-Kaserne der Bundeswehr. Untergebracht waren die KZ-Häftlinge in etwa 58 Erdhütten.

“On the average from 3 to 6 persons died each day on the job […] Of the 1800 prisoners in camp in July 1944, only 600 survived.”

„Im Durchschnitt starben jeden Tag 3 bis 6 Personen bei der Arbeit […] Von den 1800 Häftlingen im Lager vom Juli 1944 überlebten nur 600.“

Ab 1. August 1944 kamen 200 Frauen für Feldarbeit und vermutlich die Dynamit AG hinzu. Das überbelegte Lager wurde ab Oktober 1944 durch Errichtung des KZ-Außenlagers Kaufering XI – Landsberg-Stadtwaldhof entlastet. Am 14. April 1945 waren 2770 Häftlinge im Lager I – Landsberg. Ab Mitte April 1945 wurde Kaufering I – Landsberg im Rahmen der Lager-Räumungen zum Sammellager der umgebenden KZ-Außenlager Kaufering II – Igling, III – Kaufering und XI - Landsberg-Stadtwaldhof.
Über den gesamten KZ-Außenlagerkomplex Kaufering kamen in den zehn Betriebsmonaten etwa die Hälfte der Gefangenen ums Leben. Hier war eine neue Dimension der Brutalisierung des KZ-Systems erreicht, es handelte sich weniger um typische Außenlager des KZ Dachau, sondern vielmehr die Fortsetzung der Linie des Konzentrationslager Auschwitz, des Konzentrations- und Vernichtungslagers Lublin-Majdanek und weiterer.
Bekannte Gefangene des Lagers Kaufering I – Landsberg waren u. a. Elkhanan Elkes, der in diesem Lager ums Leben kam, der verantwortliche Herausgeber der hebräischen Untergrund-Zeitschrift „Nitzotz“ und spätere Chefredakteur der Vierteljahresschrift des World Jewish Congress, Shlomo Shafir, wie auch der spätere Buchautor Zwi Katz und Abba Naor, späterer Vizepräsident des Internationalen Dachau-Komitees. Alle vier ehemaligen KZ-Häftlinge waren aus dem litauischen Ghetto Kauen bzw. dem daraus hervorgegangenen KZ Kauen nach Landsberg deportiert worden.

### KZ-Außenkommando Landsberg (Dynamit AG) – Frauen
Ebenfalls in diesem Außenlager untergebracht waren die Jüdinnen, die im „KZ-Außenkommando Landsberg (Dynamit AG)“ Zündhütchen herstellen mussten.

## Juristische Aufarbeitung
Georg Deffner, ab Februar 1945 von den KZ-Außenlagern Kempten und Kottern-Weidach zum KZ-Außenlager Kaufering I – Landsberg versetzt und bis Kriegsende dort Lagerführer, wurde vom amerikanischen Militärgericht am 11. Februar 1947 zu drei Jahren Gefängnis verurteilt.
Johann Viktor Kirsch, ab August 1944 als Lagerführer organisatorisch verantwortlich für den Aufbau des KZ-Außenlagers Kaufering I – Landsberg, der spätere Lagerführer Alfred Kramer, zudem Wilhelm Tempel, ab Januar 1945 dort als Rapportführer tätig, und Martin Gottfried Weiß, an der Hinrichtung von fünf KZ-Häftlingen beteiligt, wurden im Dachau-Hauptprozess Ende 1945 zum Tode verurteilt, die Urteile Ende Mai 1946 vollstreckt.

## Erinnerung und Gedenken

### Gedenkort
Das Gelände des ehemaligen KZ-Außenlagers Kaufering I – Landsberg wurde komplett mit einem Industriegebiet in neuer Planungsstruktur überbaut, nur die Siemensstraße und die Iglinger Straße entsprechen noch dem damaligen Verlauf. Ein Gedenken oder eine Erinnerung an das Geschehene gibt es dort nicht.

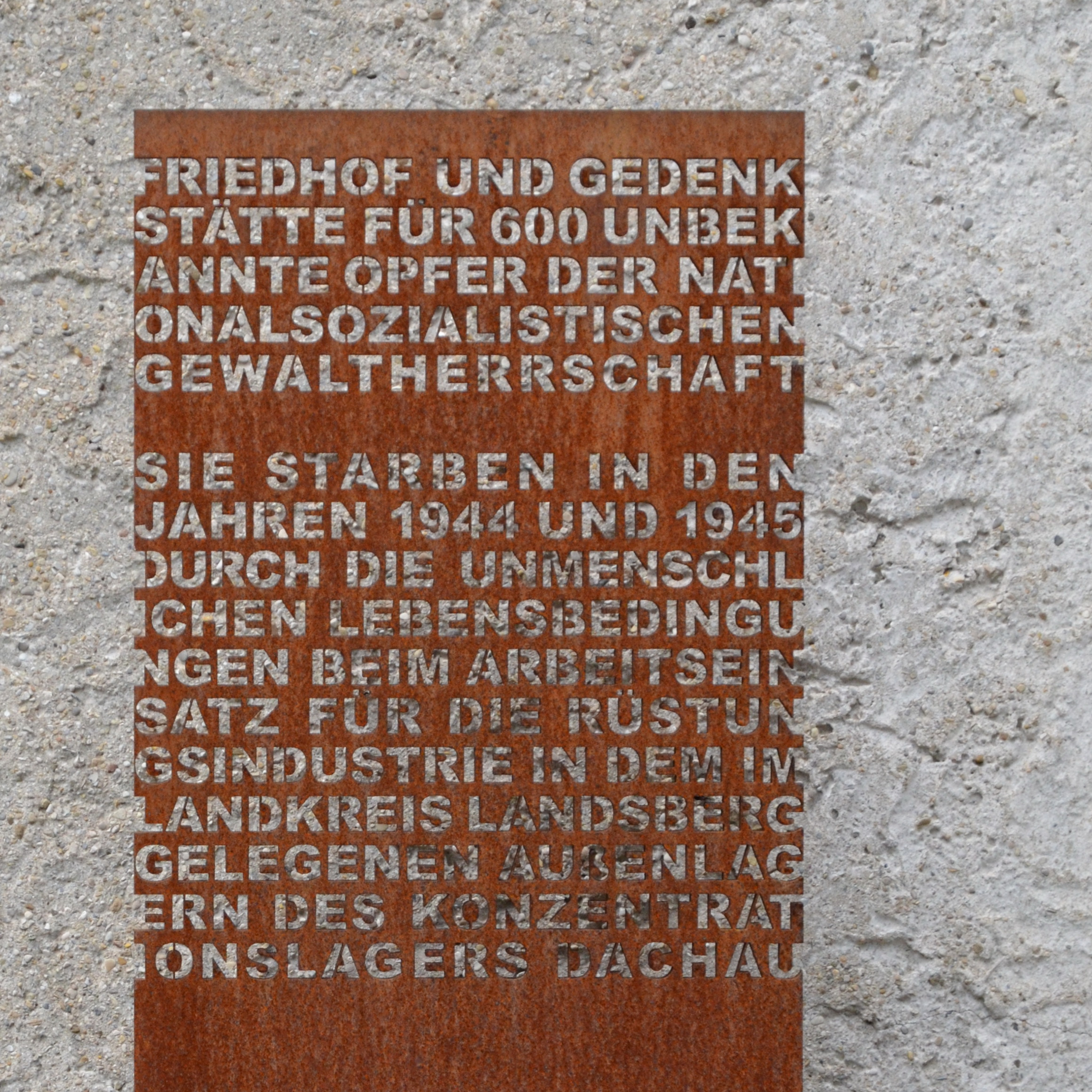
Gedenkinschrift im KZ-Friedhof Landsberg – die grammatikalische Wendung überlässt den Betrachtenden, den Kauferinger Lagern oder dem Lager Landsberg „im Landkreis“ zu gedenken. (Foto 2021).

### Friedhof Max-von-Eyth-Straße
Der KZ-Friedhof Landsberg befindet sich im Industriegebiet zwischen Industriegebäude Max-von-Eyth-Straße 8 und der Autobahn A96. Für etwa 600 KZ-Opfer wurde 2006 vor dem Gedenkhäuschen eine Eisenstele errichtet, mit folgender Gedenkinschrift (s. Foto):
Friedhof und Gedenkstätte für 600 unbe-

kannte Opfer der nationalsozialistischen

Gewaltherrschaft

Sie starben in den Jahren 1944 und 1945

durch die unmenschlichen Lebensbedingun-

gen beim Arbeitseinsatz für die Rüstungs-

industrie in dem im Landkreis Landsberg

gelegenen Außenlagern des Konzentra-

tionslagers Dachau

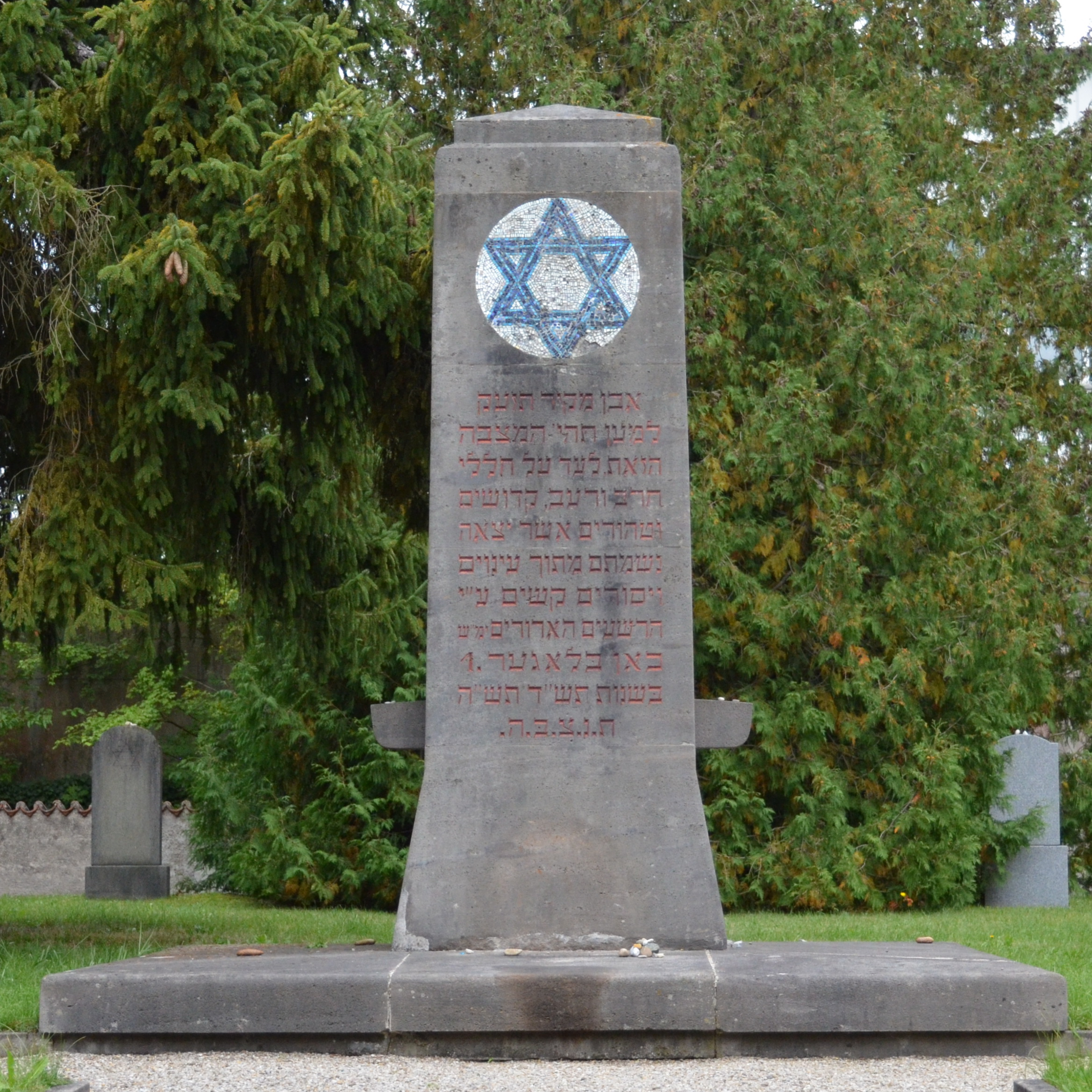
Zentraler Gedenkstein im KZ-Friedhof Landsberg, um 1950. (Foto 2021).

Das schlichte zentrale Denkmal trägt die gleiche hebräische Inschrift (s. Foto) wie der KZ-Friedhof Kaufering-Nord:
אבן מקיר תזעק 

למען תהי המצבה 

הואת לעד על חללי 

חרב ורעב, קדושים 

וטהורים אשר יצאה

נשמתם מתוך עינוים 

ויסורים קשים עייל 

הרשעים הארוריםימש 

כאן בלאגער .1 

בשנות תשייד תשייה 

ת.נ.צ.ב.ה
Das Bayerische Landesamt für Denkmalpflege führt diesen Friedhof in der Liste der Baudenkmäler unter der Ortsbezeichnung „Lechwiesen“.

### Friedhof Siemensstraße
Die Gräber des KZ-Friedhofs in der Siemensstraße nähe Höhe Max-von-Eyth-Straße wurden Anfang der 1960er Jahre geöffnet, die Toten exhumiert und auf den Waldfriedhof Dachau umgebettet, der KZ-Friedhof Siemensstraße aufgelöst.

### Städtischer Friedhof
Die 38 auf dem städtischen Friedhof bestatteten, zum größten Teil namentlich bekannten jüdischen KZ-Opfer wurden 1955 exhumiert und auf den Waldfriedhof Dachau umgebettet.

## Film
- United States Holocaust Memorial Museum: Oral history interview with Shlomo Shafir. In: Film, Audio and Video / Testimony. ushmm.org, 1995, abgerufen am 13. September 2021 (hebräisch, Accession Number 1995.A.1272.136, RG Number RG-50.120.0136, Ausschnitt tape 2/2 = Video 4, time 4:11 - 4:49): „Dachau: He describes the camp and his forced labor work there. A hospital stay due to blood poisoning was shortened as he found that sick people were likely to be sent to Auschwitz. He explains the difference between Dachau Kaufering #1 and Dachau Kaufering #2. He was moved from #2 to #1, and continued his extensive underground Zionist activities and even theater [partly initiated by the SS] on Christmas ‘44. Describes what they knew or heard about the progress of the war and allies.“

- Eva Gruberová: Geboren im KZ. Dokumentarfilm, 2010, DVD, 43 Minuten, OCLC 699599037. Rezension auf tagesspiegel.de: Sieben Babys überlebten den Lagerkomplex Kaufering (über Kaufering I – Landsberg).